# دیمیتری کومباروف
دیمیتری ولادیمیروویچ کومباروف (روسی: Дми́трий Влади́мирович Комба́ров؛ زادهٔ ۲۲ ژانویهٔ ۱۹۸۷) بازیکن فوتبال اهل روسیه است.
وی برای تیم ملی فوتبال روسیه ۴۶ بازی انجام داده و ۲ گل به ثمر رسانده‌است. پست تخصصی این بازیکن نیز، دفاع چپ است.